# مريم المعاضيد
مريم المعاضيد هي مواطنة قطرية وأستاذة في الفيزياء وعلوم المواد في جامعة قطروالآن هي نائب رئيس جامعة قطر للبحث والدراسات العليا.

## السيرة
كانت مريم المعاضيد مديرة مركز المواد المتقدمة ومؤسسة برنامج الماجستير في علوم وتكنولوجيا المواد في جامعة قطر. وتركّزت أبحاث مريم في مجال توصيف البوليمر وهيكلها وتقنيات النانو.

## عضوية مجالس التحرير
- عضوة لجنة مجلس البحوث ولجنة الجودة والإدارة ولجنة الإصلاح الجديدة.
- رئيسة تحرير ضيفة:[5] المجلة الدولية للبوليمر تعديل سطح علم البوليمر نانو مركب المواد: التقنيات والتوصيف والتطبيقات، 2016.

## الجوائز والتكريمات
- جائزة الإرشاد في جوائز التميز المتميز للمرأة (ليوا).[3][6]
- البيرق - مؤتمر القمة العالمي للابتكار في التعليم (وايس)، 2015.[7]
- جمعية الخليج للبتروكيماويات والكيماويات (غكا) جائزة التميز البلاستيكي 2014.[2][3][8]
- جائزة تقديرية ومحفزة للدولة للعلوم 2014.[9][10]
- جائزة كلية الخدمة المتميزة - جامعة قطر، 2013-2014.[11]
- جائزة قطر التشجيعية في الفيزياء (2010-2011). [3]
- جائزة الخدمة الجامعية المتميزة - جائزة خاصة - جامعة قطر (2011-2012).

## براءات الاختراع
- عززت مركبات البوليمر من البلاستيك المعاد تدويره.[12][13]
- طرق إنتاج الجرافين.[14]

## الكتب
1. المركبات الإلكترونية المرنة والمطاطة، المؤلفون: د. بوناما، ك. ك. ساداسيفوني، ك. وان، س. توماس، المحررون: مريم العلي المعاضيد، 2015، (ردمك 978-3319-23662-9)
2. مركبات البوليمر الحيوي في الإلكترونيات،[15] المؤلفون: كيشور كومار ساداسيفوني، جون-جون كابيبيهان، ديبالكشمي بوناما، مريم علي س المعاضيد، جيهوان كيم، الطبعة الورقية (ردمك 9780128092613), الطبعة الإلكترونية (ردمك 978-0081009741)
3. مركبات البولي أوليفين والمواد، التطبيقات الأساسية والصناعية،[16] المحررون: مريم المعاضيد، إيغور كروبا، سبرينغر، (ردمك 978-3-319-25980-2)